# Розенберг, Михаил Михайлович
Михаил Михайлович Розенбе́рг (1896—1981) — советский инженер, конструктор артиллерийского вооружения. Лауреат двух Сталинских премий первой степени.

## Биография
Отец — Михаил Фёдорович Розенберг (1861—1928) — военный инженер, конструктор артиллерийского вооружения, генерал-майор (1910), Герой Труда Красной Армии (1927).
С 1920 года служил в артиллерийской школе. В 1920-е годы разработал планшет для стрельбы по цели и корректировки огня.
С 1930-х годах работал в специальных КБ.
Вместе с братом Владимиром участвовал в разработке нескольких образцов пушек, стоявших на вооружении в Великую Отечественную войну.
Был одним из первых разработчиков ракет, запускавшихся с подводных лодок.
Сестра — Вера Михайловна Розенберг.

## Награды и премии
- Сталинская премия первой степени (1943) — за разработку новых образцов артиллерийского вооружения.
- Сталинская премия первой степени (1950) — за работу в области вооружения.